# Cuterebra terrisona
Cuterebra terrisona är en tvåvingeart som beskrevs av Walker 1849. Cuterebra terrisona ingår i släktet Cuterebra och familjen styngflugor. Inga underarter finns listade i Catalogue of Life.